# Vespa MP6
De Vespa MP6 is het prototype van de allereerste Vespa (98). De MP6 werd ontworpen door Corradino d'Ascanio die daarvoor luchtvaarttechnicus was.